# Nick Yelloly

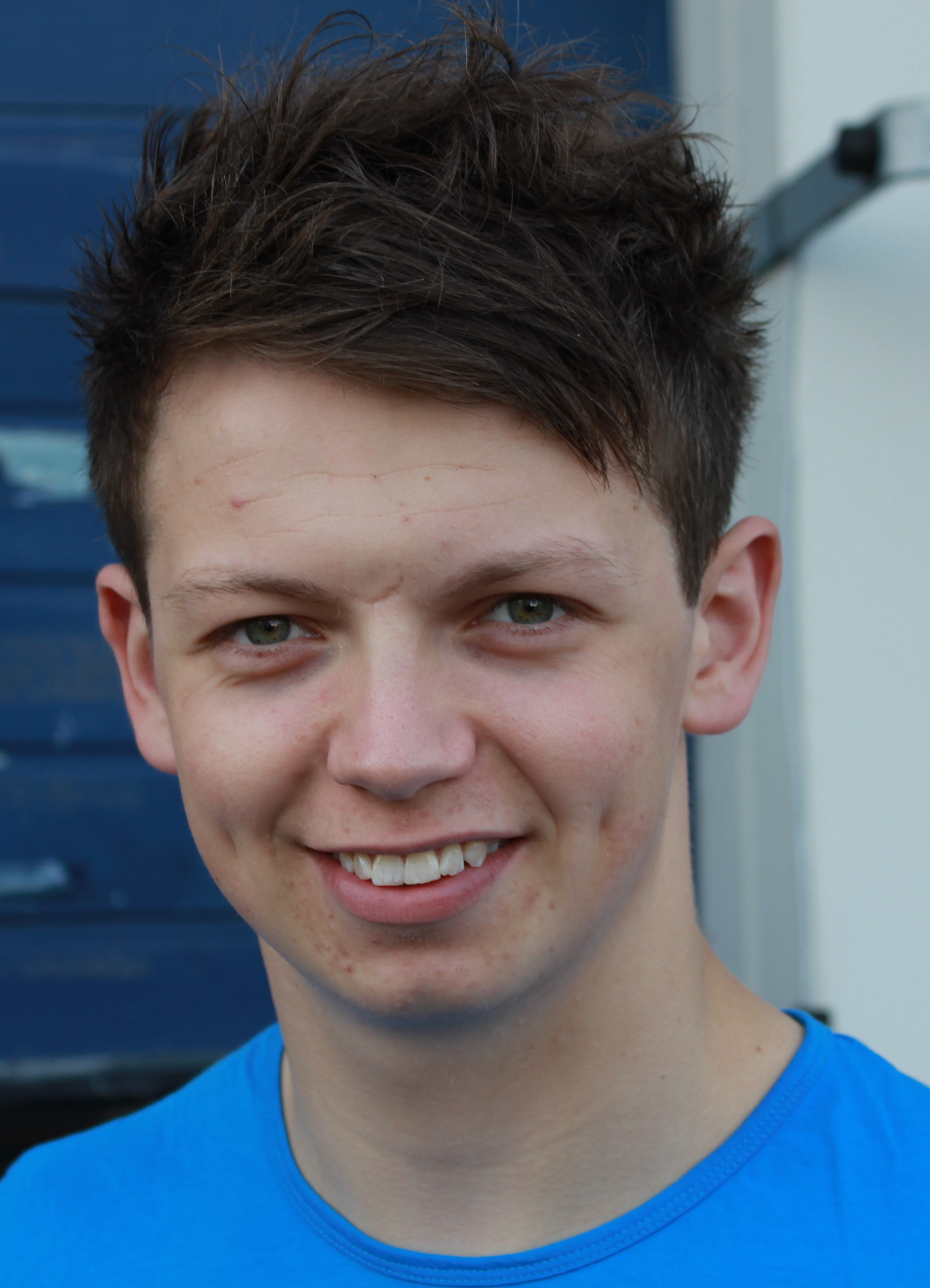
Nick Yelloly 2012

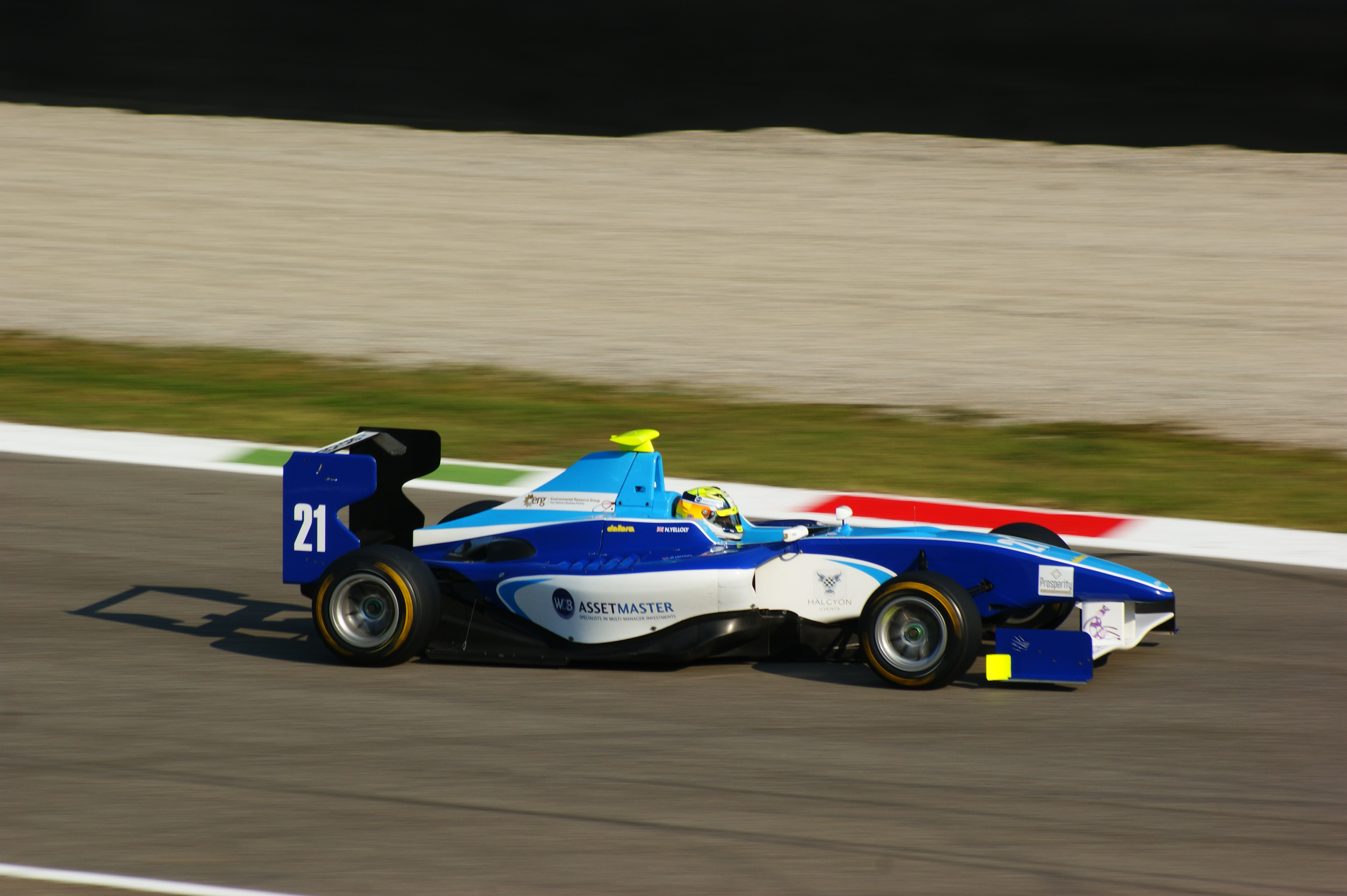
Nick Yelloly für Atech CRS GP beim GP3-Rennen in Monza 2011

Nick Yelloly (* 3. Dezember 1990 in Stafford, England) ist ein britischer Automobilrennfahrer. Er trat 2011, 2012, 2013 und 2015 in der Formel Renault 3.5 an. 2013 und 2014 nahm er an der GP3-Serie teil.

## Karriere
Yelloly begann seine Motorsportkarriere 2005 im Kartsport, in dem er bis 2008 aktiv war. In der Winterserie der britischen Formel Renault gab er in diesem Jahr zudem sein Debüt im Formelsport und wurde 14. in der Wertung. 2009 trat er für das Hitech Junior Team in der britischen Formel Renault an und beendete seine erste Saison auf dem 19. Gesamtrang. In der anschließenden Wintermeisterschaft wurde er in diesem Jahr hinter Harry Tincknell Vizemeister. 2010 blieb er bei seinem Team, das ab dieser Saison als Atech Grand Prix antrat. Yelloly entschied ein Rennen für sich und stand insgesamt drei Mal auf dem Podest. Am Ende der Saison belegte er als zweitbester Pilot seines Teams hinter Tamás Pál Kiss den siebten Platz in der Fahrerwertung. Außerdem startete er als Gaststarter bei zwei Rennen im Formel Renault 2.0 Eurocup.
2011 ging Yelloly für Atech CRS Grand Prix in der GP3-Serie an den Start. Er erzielte bei zwei Rennen Punkte und ein dritter Platz war sein bestes Resultat. Seine Teamkollegen blieben punktelos. Er schloss die Saison auf dem 21. Gesamtrang ab. Darüber hinaus nahm er an den letzten drei Rennwochenende der Formel Renault 3.5 für Pons Racing teil. Dabei erreichte er in seinem ersten Rennen als Sechster das Ziel, wurde allerdings im Anschluss an das Rennen disqualifiziert, da zu wenig Treibstoff in seinem Tank war. In den folgenden Rennen erzielte Yelloly dreimal Punkte und ein zweiter Platz war seine beste Platzierung. Als bester Pilot des Teams wurde er 14. in der Meisterschaft. Für die Formel-Renault-3.5-Saison 2012 erhielt er ein Cockpit bei Comtec Racing. Er gewann den Saisonauftakt in Alcañiz sowie das zweite Rennen auf dem Nürburgring. Mit insgesamt vier Podest-Platzierungen beendete er die Saison auf dem fünften Rang. Gegen seinen Teamkollegen Vittorio Ghirelli setzte er sich mit 122 zu 5 Punkten deutlich durch.
2013 kehrte Yelloly in die GP3-Serie zurück. Er erhielt ein Cockpit bei Carlin. Seine besten Resultate waren zwei zweite Plätze. Im Gegensatz zu ihm gewann sein Teamkollege Alexander Sims ein Rennen, Sims absolvierte jedoch nicht die ganze Saison. Yelloly wurde Sechster in der Fahrerwertung und damit bester Carlin-Pilot. Darüber hinaus nahm Yelloly für Zeta Corse an einer Veranstaltung der Formel-Renault-3.5-Saison 2013 teil. 2014 wechselte Yelloly innerhalb der GP3-Serie zu Status Grand Prix. Er gewann ein Rennen und stand insgesamt viermal auf dem Podium. Nur bei einem Rennen erzielte er keine Punkte. Yelloly wurde erneut bester Fahrer seines Rennstalls und schloss die Saison wie im Vorjahr auf dem sechsten Platz ab.
2015 plante Yelloly einen Wechsel in den Langstreckensport zu Jota Sport in die European Le Mans Series (ELMS). Allerdings zog er sich schon vor dem Saisonauftakt aus der Serie zurück. Stattdessen stieg er mit Hilmer Motorsport zum zweiten Rennwochenende der Saison 2015 in die GP2-Serie an. Nach der siebten Veranstaltung verließ er die GP2-Serie und kehrte in die Formel Renault 3.5 zurück. Für das von Charouz Racing System betreute Lotus-Team nahm er an einer Veranstaltung teil.

## Statistik

### Karrierestationen
| - 2005–2008: Kartsport - 2008: Britische Formel Renault, Winterserie (Platz 14) - 2009: Britische Formel Renault (Platz 19) - 2009: Britische Formel Renault, Winterserie (Platz 2) - 2010: Britische Formel Renault (Platz 7) | - 2011: GP3-Serie (Platz 21) - 2011: Formel Renault 3.5 (Platz 14) - 2012: Formel Renault 3.5 (Platz 5) - 2013: GP3-Serie (Platz 6) - 2013: Formel Renault 3.5 (Platz 28) | - 2014: GP3-Serie (Platz 6) - 2015: GP2-Serie (Platz 19) - 2015: Formel Renault 3.5 (Platz 20) |

### Einzelergebnisse in der Formel Renault 3.5
| Jahr | Team          | 1   | 2   | 3   | 4   | 5   | 6   | 7   | 8   | 9   | 10  | 11  | 12  | 13  | 14  | 15  | 16  | 17  | Punkte | Rang |
| ---- | ------------- | --- | --- | --- | --- | --- | --- | --- | --- | --- | --- | --- | --- | --- | --- | --- | --- | --- | ------ | ---- |
| 2011 | Pons Racing   | ALC | ALC | SPA | SPA | MNZ | MNZ | MON | NÜR | NÜR | HUN | HUN | SIL | SIL | LEC | LEC | CAT | CAT | 36     | 14.  |
| 2011 | Pons Racing   |     |     |     |     |     |     |     |     |     |     |     | DSQ | 14  | DNF | 5   | 6   | 2   | 36     | 14.  |
| 2012 | Comtec Racing | ALC | ALC | MON | SPA | SPA | NÜR | NÜR | MOS | MOS | SIL | SIL | HUN | HUN | LEC | LEC | CAT | CAT | 122    | 5.   |
| 2012 | Comtec Racing | 1   | 18  | 7   | 9   | 2   | DNF | 1   | 12  | 16  | 4   | 8   | 14  | 20  | 2   | 4   | 15  | 13  | 122    | 5.   |
| 2013 | Zeta Corse    | MNZ | MNZ | ALC | ALC | MON | SPA | SPA | MOS | MOS | SPI | SPI | HUN | HUN | LEC | LEC | CAT | CAT | 0      | 28.  |
| 2013 | Zeta Corse    |     |     | 14  |     |     |     |     |     |     |     |     |     |     |     |     |     |     | 0      | 28.  |
| 2015 | Lotus         | ALC | ALC | MON | SPA | SPA | HUN | HUN | SPI | SPI | SIL | SIL | NÜR | NÜR | LMS | LMS | JRZ | JRZ | 6      | 20.  |
| 2015 | Lotus         |     |     |     |     |     |     |     |     |     | 14  | 7   |     |     |     |     |     |     | 6      | 20.  |

### Einzelergebnisse in der GP3-Serie
| Jahr | Team                 | 1   | 2   | 3   | 4   | 5   | 6   | 7   | 8   | 9   | 10  | 11  | 12  | 13  | 14  | 15  | 16  | 17  | 18  | Punkte | Rang |
| ---- | -------------------- | --- | --- | --- | --- | --- | --- | --- | --- | --- | --- | --- | --- | --- | --- | --- | --- | --- | --- | ------ | ---- |
| 2011 | Atech CRS Grand Prix | TUR | TUR | ESP | ESP | ESP | ESP | GBR | GBR | GER | GER | HUN | HUN | BEL | BEL | ITA | ITA |     |     | 7      | 21.  |
| 2011 | Atech CRS Grand Prix | 13  | 11  | 25  | 18  | 9   | 12  | 3   | 6   | 16  | 9   | 21  | DNF | DNF | 13  | DNF | DNF |     |     | 7      | 21.  |
| 2013 | Carlin               | ESP | ESP | ESP | ESP | GBR | GBR | GER | GER | HUN | HUN | BEL | BEL | ITA | ITA | UAE | UAE |     |     | 107    | 6.   |
| 2013 | Carlin               | 4   | DNF | 12  | 9   | 6   | 2   | 5   | 3   | 15  | 13  | 6   | 4   | 2   | DNF | 3   | 6   |     |     | 107    | 6.   |
| 2014 | Status Grand Prix    | ESP | ESP | AUT | AUT | GBR | GBR | GER | GER | HUN | HUN | BEL | BEL | ITA | ITA | RUS | RUS | UAE | UAE | 127    | 6.   |
| 2014 | Status Grand Prix    | 9   | 7   | 7   | 5   | 5   | 2   | 4   | 5   | 2   | 11  | 3   | 5   | 10  | 5   | 9   | 6   | 8   | 1   | 127    | 6.   |

### Einzelergebnisse in der GP2-Serie
| Jahr | Team              | 1   | 2   | 3   | 4   | 5   | 6   | 7   | 8   | 9   | 10  | 11  | 12  | 13  | 14  | 15  | 16  | 17  | 18  | 19  | 20  | 21  | 22  | Punkte | Rang |
| ---- | ----------------- | --- | --- | --- | --- | --- | --- | --- | --- | --- | --- | --- | --- | --- | --- | --- | --- | --- | --- | --- | --- | --- | --- | ------ | ---- |
| 2015 | Hilmer Motorsport | BRN | BRN | ESP | ESP | MON | MON | AUT | AUT | GBR | GBR | HUN | HUN | BEL | BEL | ITA | ITA | RUS | RUS | BRN | BRN | UAE | UAE | 19     | 19.  |
| 2015 | Hilmer Motorsport |     |     | DNF | 14  | 10  | 9   | 8   | DNF | 7   | 5   | DNF | 17  | DNF | 17  |     |     |     |     |     |     |     |     | 19     | 19.  |

### Le-Mans-Ergebnisse
| Jahr | Team                      | Fahrzeug | Teamkollege  | Teamkollege       | Platzierung             | Ausfallgrund |
| ---- | ------------------------- | -------- | ------------ | ----------------- | ----------------------- | ------------ |
| 2025 | Inter Europol Competition | Oreca 07 | Tom Dillmann | Jakub Śmiechowski | Rang 18 und Klassensieg |              |

### Sebring-Ergebnisse
| Jahr | Team                                         | Fahrzeug        | Teamkollege           | Teamkollege          | Platzierung | Ausfallgrund |
| ---- | -------------------------------------------- | --------------- | --------------------- | -------------------- | ----------- | ------------ |
| 2020 | Turner Motorsport                            | BMW M6 GT3      | Robby Foley           | Dillon Machavern     | Ausfall     | Bremsdefekt  |
| 2022 | BMW Team RLL                                 | BMW M4 GT3      | Philipp Eng           | Marco Wittmann       | Rang 19     |              |
| 2023 | BMW M Team RLL                               | BMW M Hybrid V8 | Sheldon van der Linde | Connor De Phillippi  | Rang 2      |              |
| 2024 | BMW M Team RLL                               | BMW M Hybrid V8 | Maxime Martin         | Connor De Phillippi  | Rang 4      |              |
| 2025 | Acura Meyer Shank Racing with Curb-Agajanian | Acura ARX-06    | Alex Palou            | Renger van der Zande | Rang 3      |              |

### Einzelergebnisse in der FIA-Langstrecken-Weltmeisterschaft
| Saison | Team                      | Rennwagen | 1   | 2   | 3   | 4   | 5   | 6   | 7   | 8   |
| ------ | ------------------------- | --------- | --- | --- | --- | --- | --- | --- | --- | --- |
| 2025   | Inter Europol Competition | Oreca 07  | KAT | IMO | SPA | LEM | SAO | AUS | FUJ | BAH |
| 2025   | Inter Europol Competition | Oreca 07  | 18  |     |     |     |     |     |     |     |